# Grinquier

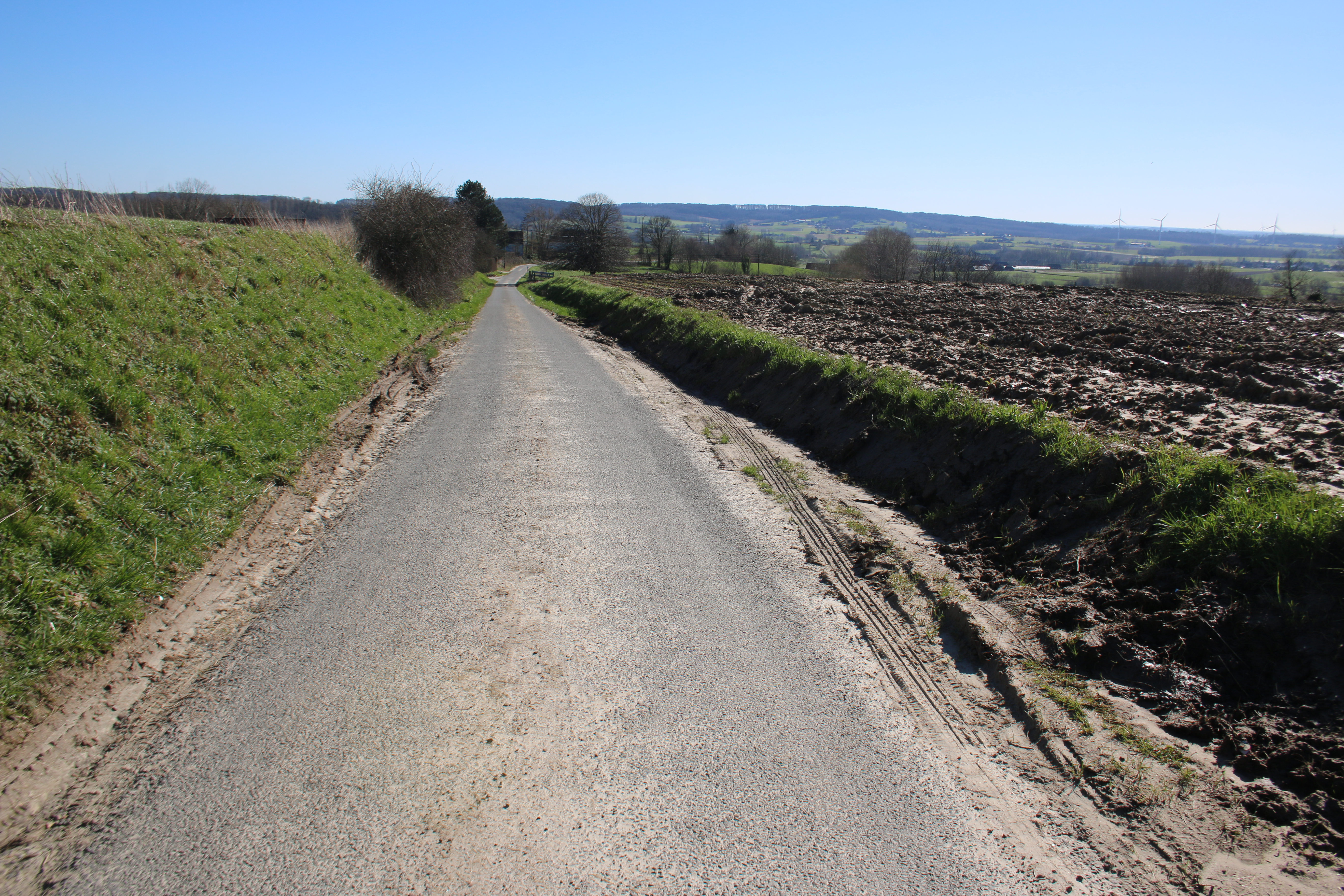

Le Grinquier is een heuvel in de Belgische provincie Henegouwen. Ze behoort tot de heuvelzone van Le Pays des Collines . 

## Wielrennen
Le Grinquier kan aan twee verschillende zijden beklommen worden.
Aan de westzijde, vertrekkend vanuit Saint-Sauveur, heet de helling Le Grinquier-ouest / Les Monts. De beklimming aan deze zijde is opgenomen in de Cotacol Encyclopedie met de 1.000 zwaarste beklimmingen van België.
Aan de zuidzijde, vertrekkend vanop grondgebied Frasnes-lez-Buissenal, heet de helling Le Grinquier-sud en heeft hij een lengte van 1400 meter.
De helling wordt opgenomen in Dwars door de Vlaamse Ardennen.